# Francisco Javier Ansuátegui Roig
Francisco Javier Ansuátegui Roig (nacido en 1965) es un jurista español y catedrático de Filosofía del Derecho en la Universidad Carlos III de Madrid.

## Biografía
Licenciado en Derecho por la Universidad Complutense de Madrid. Doctor en Derecho por la Universidad Carlos III de Madrid bajo la dirección de Gregorio Peces-Barba Martínez. Ha sido profesor en la Universidad Complutense de Madrid, en la Universidad de Jaén y en la Universidad Carlos III de Madrid.
En la actualidad es catedrático de Filosofía del Derecho en la Universidad Carlos III de Madrid y Director del Instituto de Derechos Humanos Bartolomé de las Casas. Es Presidente de la Sociedad Española de Filosofía Jurídica y Política. Dirige la Revista Derechos y Libertades.
Es autor de varios libros, artículos y capítulos de libro sobre Filosofía del Derecho, Teoría del Derecho y Derechos Humanos. Junto con los profesores Gregorio Peces-Barba, Eusebio Fernández García, Rafael de Asís y Carlos R. Fernández Liesa dirigió el proyecto Historia de los derechos fundamentales en el que han participado más de 200 investigadores y que ha dado lugar a más de 15 volúmenes.

## Libros
- Orígenes doctrinales de la libertad de expresión Madrid: BOE, 1994.
- El positivismo jurídico neoinstitucionalista Madrid: Dykinson, 1996.
- Poder, Ordenamiento jurídico, derechos Madrid: Dykinson, 1997.
- Fragmentos de Teoría del Derecho Madrid: Dykinson, 2005. Junto con otros autores.
- De los derechos y el Estado de derecho: aportaciones a una teoría jurídica de los derechos Colombia: Universidad Externado, 2005.
- Filosofía del derecho y constitucionalismo: vertientes y problemas” Cali: Universidad Autónoma de Occidente, 2007.
- Educación para la ciudadanía y derechos humanos Madrid: Espasa, 2007. Junto con Gregorio Peces-Barba, Eusebio Fernández y Rafael de Asís.